# Brooks Otis
Brooks Otis (* 10. Juni 1908 in Boston; † 26. Juli 1977 in Chapel Hill, North Carolina) war ein US-amerikanischer Klassischer Philologe, der durch grundlegende Arbeiten zu Vergil und Ovid hervortrat.
Nach seiner Promotion 1935 an der Harvard University unterrichtete er bis 1957 am Hobart College in Geneva (New York). Von 1958 bis 1970 leitete er das Classics Department der Stanford University. Danach lehrte er bis zu seinem Tod an der University of North Carolina at Chapel Hill. 1971 wurde er in die American Academy of Arts and Sciences gewählt.
Otis’ Unterrichtstätigkeit am Hobart College resultierte in einem umfangreichen Manuskript über das Epos der augusteischen Epoche, worin er untersuchte, wie in Rom zu einer Zeit, als der Götterglaube seine Verbindlichkeit verloren hatte und die literarische Großform des Epos den Anforderungen an einen verfeinerten Stil nicht mehr gerecht wurde, auf diesem Gebiet dennoch große Literatur entstehen konnte. Aus dem Manuskript gingen seine zwei wichtigen Bücher über Vergil (1964) und Ovid (1966) hervor: Im einen beschreibt er Vergils Weg  von der Übernahme der stilistischen Neuerungen der Neoteriker, die sich an den griechischen Dichtern Kallimachos und Theokrit orientierten, hin zu einer ungeheuren psychologischen Verdichtung und Vertiefung des epischen Stoffes. Im zweiten Buch behandelt er Ovids Ironisierung des Mythos.
Obwohl Otis das fragwürdige Verhalten des Aeneas am Ende der Aeneis (er tötet seinen um Schonung bittenden Gegner) im Gegensatz zu anderen Interpreten für gerechtfertigt hält und Aeneas bescheinigt, seine Leidenschaften zu diesem Zeitpunkt unter Kontrolle zu haben, ist das Lebensgefühl der Menschen der Antike für ihn grundsätzlich tragisch, insofern die Affekte letztlich als unbeherrschbar angesehen werden. Den Tragikern wie auch später den christlichen Denkern gehe es um The Transcendence of Tragedy, so der Titel eines weiteren großen Manuskripts, aus dem sein postum (1981) veröffentlichtes Buch Cosmos & Tragedy: An Essay on the Meaning of Aeschylus hervorging.
Am nachhaltigsten wirkte Otis mit der in Virgil: A Study in Civilized Poetry getroffenen Unterscheidung zwischen einer vergilischen „Odyssee“ (die Bücher I bis VI der Aeneis mit den „Irrfahrten“ des Aeneas, die dieser am Hof der Dido erzählt wie der homerische Odysseus die seinen am Hof der Phäaken) und „Ilias“ (die Bücher VII bis XII mit den Kämpfen nach Aeneas’ Landung in Latium und dem Konflikt mit Turnus, der dem von Achilleus und Hektor bei Homer nachgebildet ist).

## Schriften
- De Lactantii qui dicitur Narrationibus Ovidianis, Diss. Harvard 1935; teilw. abgedruckt unter dems. Titel in: Harvard Studies in Classical Philology 40 (1935), S. 209–211, und als The Arguments of the So-called Lactantius, in: ebd. 41 (1936), S. 131–163.
- Ovid and the Augustans. In: Transactions of the American Philological Association 69 (1938), S. 188–229; deutsch Ovids Liebesdichtungen und die Augusteische Zeit, Übers. Ruth von Albrecht, in: M. von Albrecht und E. Zinn (Hrsg.): Ovid. Wissenschaftliche Buchgesellschaft, Darmstadt 1968 (= Wege der Forschung 92), S. 233–254.
- Horace and the Elegists. In: Transactions of the American Philological Association 76 (1945), S. 177–190.
- Cappadocian Thought as a Coherent System. In: Dumbarton Oaks Papers 12 (1958), S. 95–124.
- The Unity of the Seven Against Thebes. In: Greek, Roman and Byzantine Studies 3 (1960), S. 153–174.
- The Throne and the Mountain. In: The Classical Journal 56 (1961), S. 146–165 (über Gregor von Nazianz).
- Virgil: A Study in Civilized Poetry. Clarendon Press, Oxford 1964.
- Propertius’ Single Book. In: Harvard Studies in Classical Philology 70 (1965), S. 1–44.
- Ovid as an Epic Poet. Cambridge University Press, Cambridge 1966; 2. Aufl. 1970 mit umgeschriebenem Schlusskapitel.
- The Uniqueness of Latin Literature. In: Arion 6 (1967), S. 185–206.
- The Originality of the Aeneid. In: D. R. Dudley (Hrsg.): Virgil. Routledge & Kegan Paul, London 1969, S. 27–66.
- The Relevance of Horace. In: Arion 9 (1970), S. 145–174.
- A New Study of the Georgics. In: Phoenix 26 (1972), S. 40–62.
- Virgilian Narrative in the Light of Its Precursors and Successors. In: Studies in Philology 73 (1976), S. 1–28.
- Cosmos & Tragedy: An Essay on the Meaning of Aeschylus, Hg. E. Christian Kopff. University of North Carolina Press, Chapel Hill 1981.

## Nachweis
1. ↑  Für die biographischen Angaben zu Otis und diejenigen zur Entstehung seiner Hauptwerke siehe deren Vorworte.

| Personendaten    | Personendaten                           |
| ---------------- | --------------------------------------- |
| NAME             | Otis, Brooks                            |
| KURZBESCHREIBUNG | US-amerikanischer Klassischer Philologe |
| GEBURTSDATUM     | 10. Juni 1908                           |
| GEBURTSORT       | Boston                                  |
| STERBEDATUM      | 26. Juli 1977                           |
| STERBEORT        | Chapel Hill, North Carolina             |